# Chumi
Chumi (A Laracha, 1999. március 2. –) spanyol korosztályos válogatott labdarúgó, az Almería hátvédje.

## Pályafutása

### Klubcsapatokban
Chumi a spanyolországi A Laracha városában született. Az ifjúsági pályafutását a Deportivo La Coruña csapatában kezdte, majd a Barcelona akadémiájánál folytatta.
2018-ban mutatkozott be a Barcelona tartalékkeretében. 2020. szeptember 10-én szerződést kötött a másodosztályban szereplő Almería együttesével. Először a 2020. október 10-ei, Logroñés ellen 1–0-ra elvesztett mérkőzésen lépett pályára. Első gólját 2021. május 24-én, szintén a Logroñés ellen hazai pályán 2–1-es győzelemmel zárult találkozón szerezte meg. A 2021–22-es szezonban feljutottak a La Ligába.

### A válogatottban
Chumi az U16-os és az U17-es korosztályú válogatottakban is képviselte Spanyolországot.

## Statisztikák
2023. március 12. szerint
| Klub      | Szezon   | Osztály          | Bajnokság | Bajnokság | Kupa és Ligakupa | Kupa és Ligakupa | Nemzetközi | Nemzetközi | Összesen | Összesen |
| Klub      | Szezon   | Osztály          | Meccs     | Gól       | Meccs            | Gól              | Meccs      | Gól        | Meccs    | Gól      |
| --------- | -------- | ---------------- | --------- | --------- | ---------------- | ---------------- | ---------- | ---------- | -------- | -------- |
| Barcelona | 2018–19  | La Liga          | 0         | 0         | 3                | 0                | —          | —          | 3        | 0        |
| Almería   | 2020–21  | Segunda División | 12        | 1         | 4                | 0                | —          | —          | 16       | 1        |
| Almería   | 2021–22  | Segunda División | 25        | 1         | 2                | 0                | —          | —          | 27       | 1        |
| Almería   | 2022–23  | La Liga          | 15        | 1         | 1                | 0                | —          | —          | 16       | 1        |
| Almería   | Összesen | Összesen         | 52        | 3         | 7                | 0                | 0          | 0          | 59       | 3        |
| Összesen  | Összesen | Összesen         | 52        | 3         | 10               | 0                | 0          | 0          | 62       | 3        |

## Sikerei, díjai
Almería
- Segunda División
  - Feljutó (1): 2021–22

Spanyolország U17
- U17-es labdarúgó-Európa-bajnokság
  - Döntős (1): 2016